# 約翰·丹佛
約翰·丹佛（英語：John Denver，1943年12月31日—1997年10月12日），原名小亨利·約翰·多伊奇岑多夫（英語：Henry John Deutschendorf, Jr.），是一名美國鄉村音樂歌手及詞曲作家，曾經在1970年代以許多膾炙人口的歌曲紅極一時，他錄製以及發行的歌曲超過300首，約有一半的歌是由他作曲，1977年，被稱為「科羅拉多的桂冠詩人」。
1979年中國大陸改革開放後，鄧小平訪美時丹佛在華盛頓甘迺迪表演藝術中心戴著牛仔帽进行了欢迎表演。不久約翰·丹佛也來到中國大陸访问並举行巡迴演唱，中國大陸之行後創作了歌曲《Shanghai Breezes》（上海的微風）。約翰·丹佛也是中國大陸觀眾最為熟悉的美國鄉村音乐歌手之一。
丹佛非常熱愛大自然，他是野生動物保護協會（Wildlife Conservation Society）會員，並曾舉辦多場慈善演唱會為其募款，也曾成立植樹直到2000年基金會（PLANT-IT 2000）。截至公元2000年，参加此活动的人们在全球種植至少兩千萬株本土植物。另一方面，丹佛的歌曲充滿著對於大自然的深切而且不變的熱愛，例如單曲《Take Me Home, Country Roads》等膾炙人口的流行歌曲。1997年10月12日，丹佛因駕駛飛機失事而去世，享年53歲。

## 早年生活
丹佛出生於美國新墨西哥州羅斯威爾，父母親分別為漢瑞·約翰·德茨全多夫以及艾瑪·路易斯·史沃普。父親是一名空軍軍官以及飛行教練，因此丹佛成長時便隨著軍隊，全家在美國西南部以及南部地區搬遷。
丹佛早年是一名長老教會基督教徒，後來轉為路德教派，但是他常說他與佛教的禪宗分享信念，丹佛時常覺得自己與北美的本土居民有種聯繫。在丹佛的記憶中，他小時候在家常惹出一堆麻煩，當中大部分又是跟爸爸有關。
在12歲的時候，丹佛的祖父給丹佛一把Gibson製F孔純音爵士吉他，丹佛並且在讀大學時，藉由在當地俱樂部演唱的機會磨練自己的吉他技巧。後來，約翰·丹佛開始使用「丹佛」（Denver）作為他的姓，原因是丹佛為他最喜歡的城市。1964年，丹佛從德州科技大學的工程學院退學，並且搬到了洛杉磯，在當地，丹佛在地下搖滾俱樂部演唱。1965年，丹佛加入「Chad Mitchell Trio」搖滾團體，之後重新命名為「The Mitchell Trio」以及「Denver, Boise, and Johnson」。
1969年，丹佛選擇放棄樂團並且展開獨立演唱生涯，並由RCA唱片公司發行自己的出道作《Rhymes and Reasons》，在當時，這片專輯並沒有大賣，但是收錄了《Leaving On A Jet Plane》，並且在同年被彼得、保羅、瑪莉三重唱翻唱成為當時的熱門歌曲之一。之後丹佛還是積極的錄製專輯，在1970年發行的兩張專輯《Whose Garden Was This?》以及《Take Me to Tomorrow》，雖然在銷售上不是很成功，但是仍然獲得RIAA的金牌認證。但是，接下來丹佛的專輯，才是大家最為熟悉而且推崇的作品。

## 事業巔峰

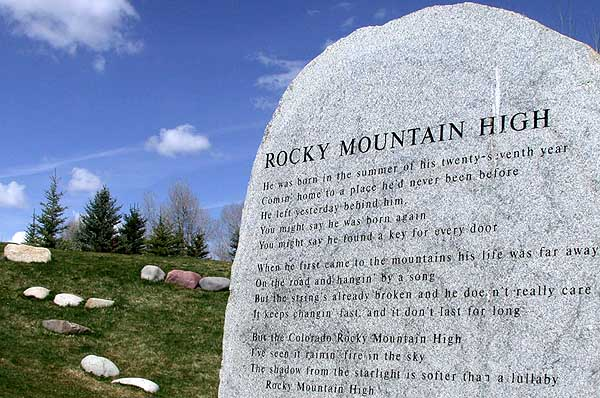
丹佛名曲《Rocky Mountain High》歌詞。這首歌也是科羅拉多官方的歌曲之一，歌詞碑就設在丹佛的家鄉附近。

隔年1971年，丹佛發行了專輯《Poems, Prayers and Promises》，這片專輯成了丹佛生涯的突破點，專輯收錄的單曲《Take Me Home Country Roads》，在當時一躍成了全美排行榜第二名（其實當初第一批的唱片有損壞的現象，之所以會成功主要為丹佛的新東家傑瑞·溫卓伯的策劃，他在1970年與丹佛簽約，堅持重新發行的唱片必須在科羅拉多州丹佛的廣播電台播放）。丹佛的音樂生涯就此持續發展，並且在接下來的四年間大量發行熱門歌曲，1973年，丹佛的專輯《Rocky Mountain High》闖進全美排行榜前十名，1974年，單曲《Sunshine on My Shoulders》以及《Annie's Song》雙雙獲得第一名的佳績，《Back Home Again》也有第五名的成績。1975年，丹佛的歌曲又再度成為了音樂排行榜第一名，單曲《Thank God I'm A Country Boy》、《Calypso/I'm Sorry》雙雙成為第一名，而《Sweet Surrender》也有前二十名的成績。
有人分析，丹佛會成功的原因，最主要他常常上電視節目增加曝光率，招牌打扮包括咖啡色的長髮、西方花襯衫、和藹的禮節以及一副「奶奶眼鏡」，使人留下良好的印象。

## 私人生活
丹佛的第一任婚姻，娶了安妮·馬坦爾為妻，爾後的《Annie's Song》亦是丹佛獻給愛妻的歌曲之一。後來發現丹佛有不育的症狀後，他與安妮領養了一個兒子夏克利（Zachary）與一個女兒安娜·凱特（Anna Kate）。
丹佛與安妮於1982年離婚，丹佛在1988年娶了澳洲演員及歌手凱珊卓·杜蘭妮為妻，並且在丹佛服藥治療不孕症後生下一名女兒，命名為傑西·貝樂 （Jesse Belle），不過丹佛在1993年與第二任妻子離婚。之後丹佛便與安妮開始修復彼此的友誼關係。

## 逝世
1997年10月12日，丹佛駕駛的Long-EZ兩人座飛機墜毀在加州Pacific Grove鎮的太平洋海岸，當時丹佛離起飛於蒙特瑞潘尼蘇拉機場不久即失事。
當時丹佛所駕駛的Long-EZ飛機，為兩人座試驗飛機，70年代由巴特·魯坦設計而成。不過丹佛所獨有的飛機，機身編號N555JD，則是丹佛買來使用，並且針對魯坦原先的出版設計有些改變：燃油閥控制器搬動位置，原先置於起落架控制桿尾部以及飛行員雙腿之間，搬至駕駛員後方以及左前方的艙壁上。

## 獎項

### 葛萊美獎
- 最佳兒童音樂專輯：1997年 《All Aboard!》
- 葛萊美名人堂獎：1998年 《Take Me Home, Country Roads》

### 美國音樂獎
- 最受喜愛男性嘻哈/搖滾音樂家：1975年、1976年
- 最受喜愛男性鄉村音樂家：1976年
- 最受喜愛鄉村音樂專輯：1976年 《Back Home Again》

### 鄉村音樂協會獎
- 年度音樂：1975年 《Back Home Again》
- 年度表演者：1975年

### 鄉村音樂學院獎
- 年度專輯：1974年 《Back Home Again》

### 艾美獎
- 傑出多種類、音樂、特別喜劇獎：1975年 《An Evening with John Denver》

### 其他
- 科羅拉多桂冠詩人 （1977年）
- 全美民選獎 （1977年）
- 卡爾·桑德堡人民詩獎 （1982年）
- NASA公共服務勳章 （1985年）
- 艾伯特·史懷哲音樂獎 （1993年）
- 進入作曲家名人堂 （1996年）
- 美國十大傑出男人 （1979年）

## 專輯
- 以下所列舉的專輯為1969年－1991年發行於美國。

### RCA出品
- 《Rhymes & Reasons》 — 1969[4]
- 《Take Me To Tomorrow》 — 1970
- 《Whose Garden Was This?》 — 1970
- 《Poems, Prayers, and Promises》 — 1971[4]
- 《Aerie》 — 1972
- 《Rocky Mountain High》 — 1972[4]
- 《Farewell Andromeda》 — 1973
- 《Greatest Hits》 — 1973
- 《Back Home Again》 — 1974[4]
- 《An Evening with John Denver （live）》 — 1975
- 《Windsong》 — 1975[4]
- 《Rocky Mountain Christmas》 — 1975[4]
- 《Spirit》 — 1976
- 《John Denver's Greatest Hits Vol. 2》 — 1977
- 《I Want To Live》 — 1977
- 《John Denver （JD）》 — 1978
- 《A Christmas Together》 （with The Muppets） — 1979
- 《Autograph》 — 1980
- 《Some Days Are Diamonds》 — 1981
- 《Seasons of the Heart》 — 1982
- 《It's About Time》 — 1983
- 《Rocky Mountain Holiday》 （with The Muppets） — 1983
- 《Greatest Hits Vol. 3》 — 1984
- 《Dreamland Express》 — 1985
- 《One World》 — 1986

### Windstar出品
- 《Higher Ground》 — 1989
- 《Earth Songs》 — 1990
- 《The Flower That Shattered the Stone》 — 1990
- 《Christmas, Like a Lullaby》 — 1990
- 《Different Directions》 — 1991

### BMG出品
- 《The Very Best of John Denver》 — 1994
- 《The John Denver Collection （5 CD）》 — 1995

### CMC出品
- 《Love Again》 — 1996

### Sony Wonder出品
- 《All Aboard》 — 1997
- 《Forever John》 — 1998

## 单曲
- 《Leaving On a Jet Plane》（1967）
- 《Friends With You》 （1971） #47 US
- 《Take Me Home, Country Roads》 （1971） #2 US
- 《The Eagle and the Hawk》 （1971）
- 《Everyday》 （1972） #81 US
- 《Goodbye Again》 （1972） #88 US
- 《Farewell Andromeda （Welcome To My Morning）》 （1973） #89 US
- 《I'd Rather Be A Cowboy》 （1973） #62 US
- 《Please, Daddy》 （1973） #69 US
- 《Rocky Mountain High》 （1973） #9 US
- 《Sunshine on My Shoulders》 （1974） #1 US
- 《Annie's Song》 （1974） #1 US, #1 UK
- 《Back Home Again》 （1974） #5 US
- 《Please, Daddy》 （重製版） （1974） #69 US
- 《Calypso / I'm Sorry》 （1975） #1 US
- 《Christmas For Cowboys》 （1975） #58 US
- 《Sweet Surrender》 （1975） #13 US
- 《Thank God I'm a Country Boy》 （1975） #1 US
- 《Fly Away》 （1976） #13 US （與奧莉微亞·紐頓-約翰合唱）
- 《It Makes Me Giggle》 （1976） #60 US
- 《Like a Sad Song》 （1976） #36 US
- 《Looking For Space》 （1976） #29 US
- 《Baby, You Look Good To Me Tonight》 （1977） #65 US
- 《How Can I Leave You Again》 （1977）
- 《My Sweet Lady》 （1977） #32 US
- 《How Can I Leave You Again》 （重製版） （1978） #44 US
- 《I Want To Live》 （1978） #55 US
- 《Downhill Stuff》 （1979）
- 《Sweet Melinda》 （1979）
- 《What's On Your Mind》 （1979）
- 《Autograph》 （1980） #52 US
- 《Dancing With The Mountains》 （1980） #97 US
- 《Some Days Are Diamonds （Some Days Are Stone）》 （1981） #38 US
- 《The Cowboy And The Lady》 （1981） #66 US
- 《Perhaps Love》 （與普拉西多·多明哥合唱） （1982） #59 US, #42 UK
- 《Seasons Of The Heart》 （1982） #78 US
- 《Shanghai Breezes》 （1982） #31 US
- 《Wild Montana Skies》 （1983） （與艾咪蘿·哈里斯合唱）
- 《Love Again》 （1984） #85 US （與雪兒薇·瓦丹合唱）
- 《Dreamland Express》 （1985） #9 US 當紅鄉村單曲與音軌
- 《Along for the Ride （'56 T-Bird）》 （1986）
- 《And So It Goes》 （1989）  #14 US 當紅鄉村單曲與音軌
- 《Take Me Home, Country Roads》 （重製版） （1993）

## 書籍
丹佛出版過書籍，主要是音樂樂器教學以及教導孩童的書籍，以及个人传记：
- 《Alfie the Christmas Tree》 (1990) ISBN 0-945051-25-5
- 《Take Me Home: An Autobiography》 (1994) ISBN 0-517-59537-0
- 《Poems, Prayers and Promises: The Art and Soul of John Denver》 (2004) ISBN 1-57560-617-8

## 外部連結
- （英文） 官方網站 （页面存档备份，存于）
- （英文） 約翰丹佛粉絲後援會 （页面存档备份，存于）